# 등 (식물)

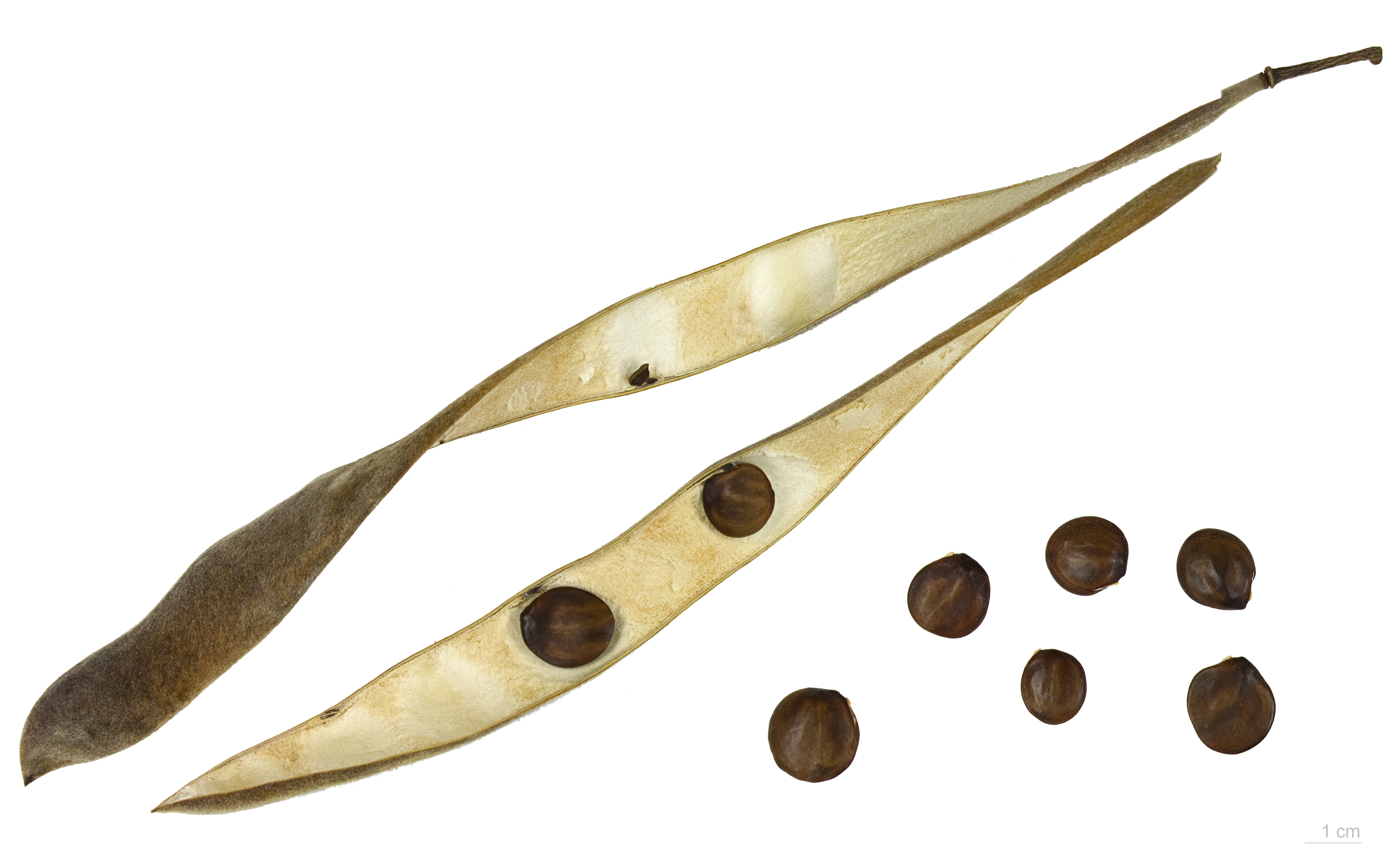
Wisteria floribunda

등(藤, 문화어: 참등)은 콩목 콩과의 나무이다. 흔히 등나무라고 부른다.

## 생태
잎 지는 덩굴성 갈잎나무로 덩굴은 10미터 이상 길게 뻗어 오른쪽으로 돌면서 다른 물체를 감싼다. 잎은 깃꼴 겹잎으로 어긋나며, 4~6쌍 작은 잎이 있는데, 작은 잎들은 끝이 뾰족한 달걀 모양으로 짧은 잎자루가 있다. 봄이 되면 많은 청자색 나비꽃이 잎겨드랑이에서 길이 수십 센티미터를 이루면서 달린다. 열매는 길이가 15센티미터 정도 긴 협과를 이루는데, 아래로 늘어지며, 익으면 벌어져 씨가 튀어나오게 된다.
한국에서는 특히 충북의 속리산에 널리 분포하고 있다.

## 전설
신라의 두 처녀가 사랑하는 남자가 죽자 연못에 빠져 죽었는데 그 자리에서 등나무가 자랐다 한다.
등나무의 꽃말인 "사랑에 취하다"는 여기서 유래된 말이다.

## 사진

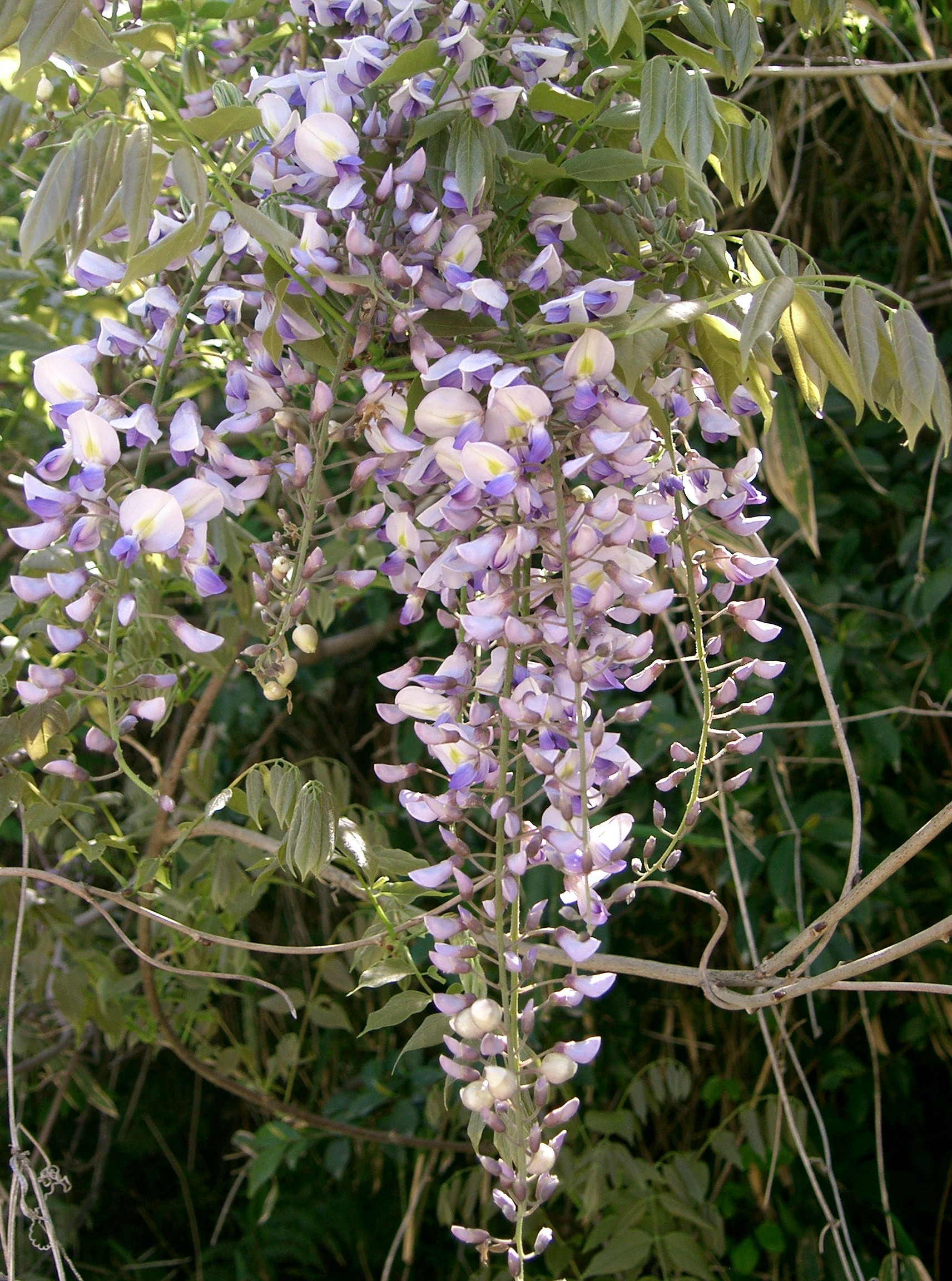
총상꽃차례
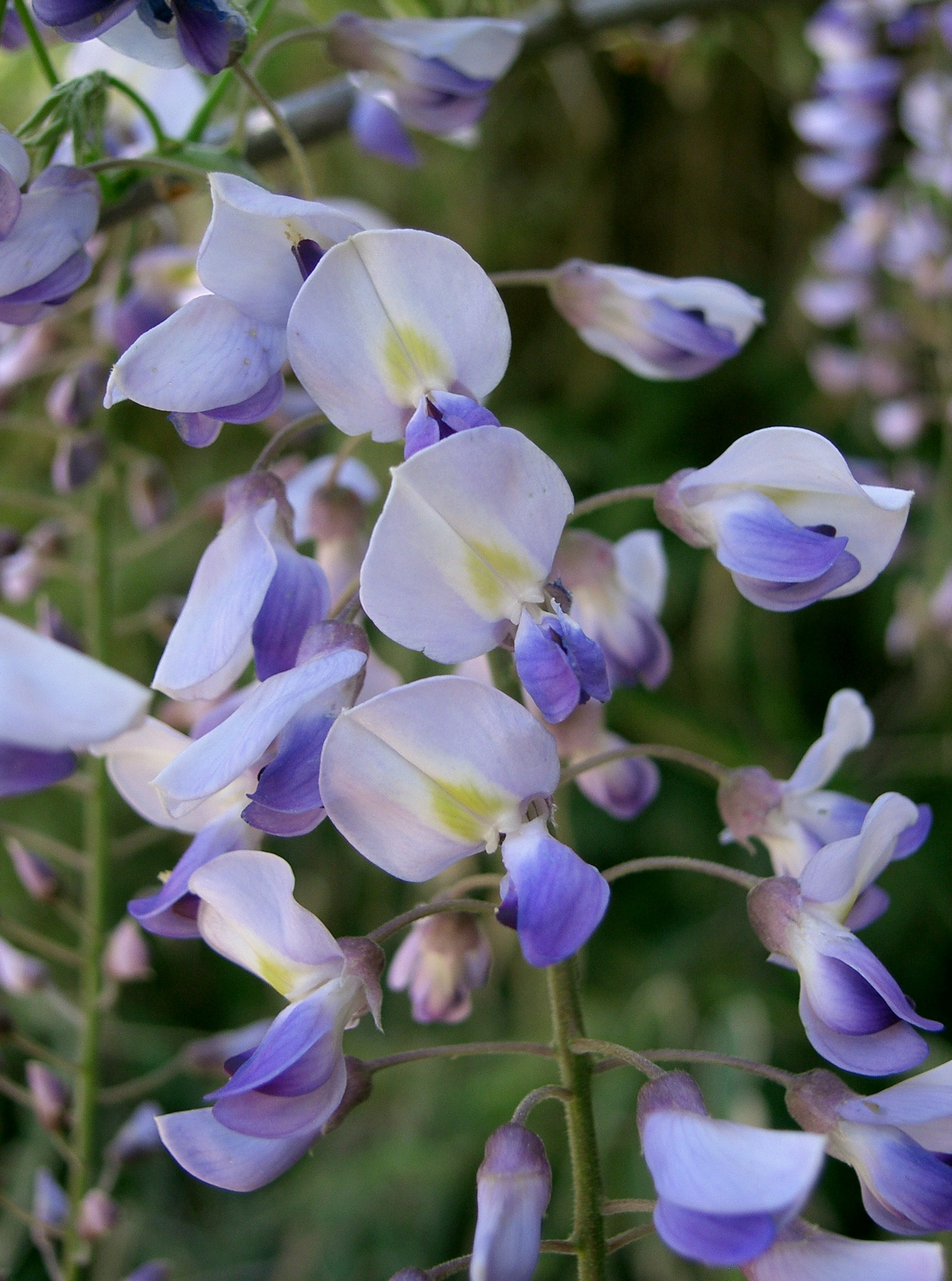
꽃 가까이
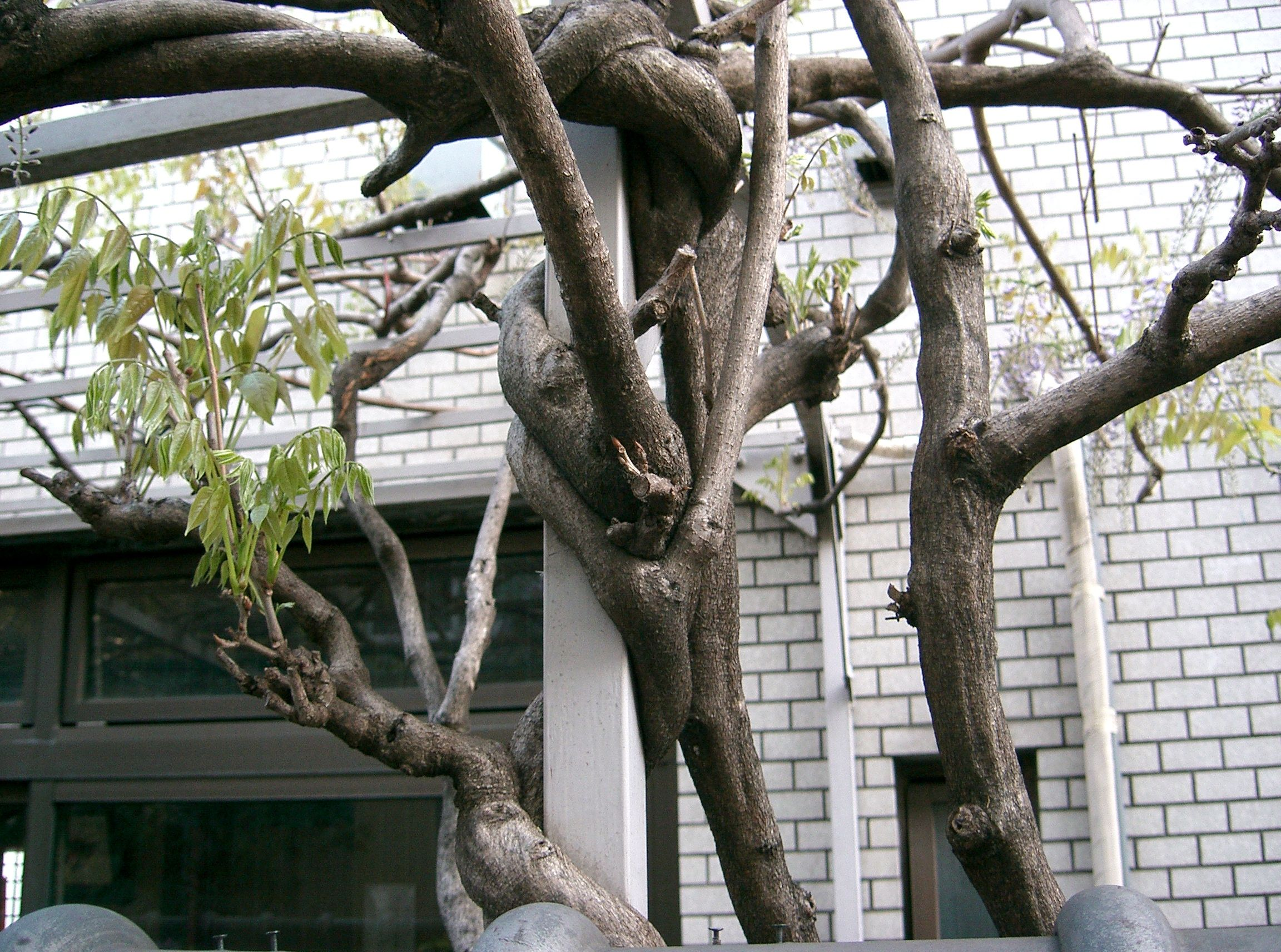
줄기

## 같이 보기
대한민국에서는 아래 등을 천연기념물로 보호하고 있다.
- 범어사 등나무 군생지

## 참고 문헌
- 이 문서에는 다음커뮤니케이션(현 카카오)에서 GFDL 또는 CC-SA 라이선스로 배포한 글로벌 세계대백과사전의 내용을 기초로 작성된 글이 포함되어 있습니다.